# Mark Oldershaw
Mark Oldershaw est un céiste canadien, né le 7 février 1983 à Burlington, pratiquant la course en ligne. Il est médaillé de bronze en canoë monoplace (C1) 1000m aux Jeux olympiques d'été de 2012. 
Il est le cinquième membre de sa famille à participer aux Jeux olympiques en canoë-kayak en ligne. Son grand-père, Bert Oldershaw, a concouru lors de trois Jeux olympiques (1948, 1952 et 1956). Puis les trois fils de Bert ont également pris part aux Jeux olympiques. Les aînés Dean et Reed en 1972 et 1976 et Scott, le père de Mark, en 1984, les premiers en canoë, le dernier en kayak. Aucun ne dépassèrent le stade des demi-finales. Mark Oldershaw, lui-même, finit dixième à Pékin. Après une victoire en coupe du monde à Poznań, il venait à Londres, pour égaler au moins son grand-père, mort en 2006, finaliste aux Jeux de Londres en 1948 (cinquième).

## Palmarès

### Jeux olympiques
- Médaille de bronze du canoë 1 000 mètres aux Jeux olympiques de 2012 à Londres

### Coupe du monde
- 2012
  - Vainqueur du canoë monoplace 1000 mètres à Poznań